# شيراز (خضر لو)
شیراز (بالفارسية: شیراز) هي قرية تقع في إيران في أذربيجان الشرقية. يقدر عدد سكانها بـ 2,244 نسمة .